# 布盧格拉斯鎮區 (愛荷華州斯科特縣)
布盧格拉斯鎮區（英語：Blue Grass Township）是位於美國愛荷華州斯科特縣的一個行政鎮區。

## 地方資料
根據2010年美國人口普查的數據，布盧格拉斯鎮區的面積為85.23平方千米，當中陸地面積為84.52平方千米，而水域面積為0.71平方千米。當地共有人口3592人，而人口密度為每平方千米42.14人。